# Gakken
Gakken Co., Ltd. (株式会社学習研究社?, Kabushiki-gaisha Gakushū Kenkyū Sha) è una casa editrice giapponese fondata nel 1947 da Hideto Furuoka, che produce anche giocattoli educativi. La Gakken però è principalmente conosciuta per la produzione di Denshi blocks, piccole scatole di plastica contenente dei componente elettronici, utilizzati a fini educativi ed in produzione sin dagli anni settanta.
Inoltre la Gakken pubblica libri educativi, riviste e guide e manuali rivolti ai bambini o agli educatori, oltre che libri di testo, enciclopedie e libri scientifici per le scuole elementari. L'azienda produce anche materiale didattico per la scuola e gli asili.
Oltre al materiale espressamente rivolto all'educazione, la Gakken pubblica anche riviste rivolte alla famiglia, periodici sullo sport, sulla musica, sull'arte, sulla storia, sulla cucina, enigmistica, puzzle e riviste di manga. Sono stati pubblicati dalla Gakken i fumetti di Venus Wars, Samuria, Saber Marionette Z, Mahō shōjo Lyrical Nanoha A's, Miracle Giants Dome-kun.